# Денім

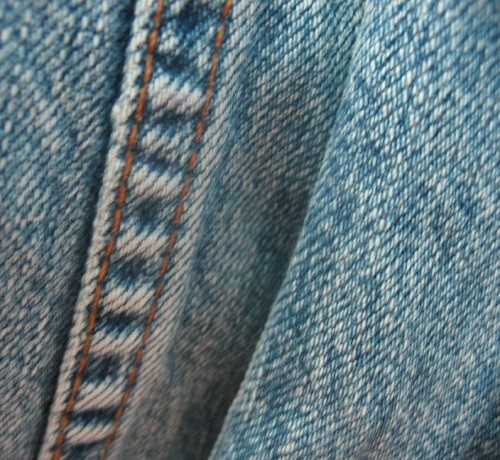
Структура деніму.

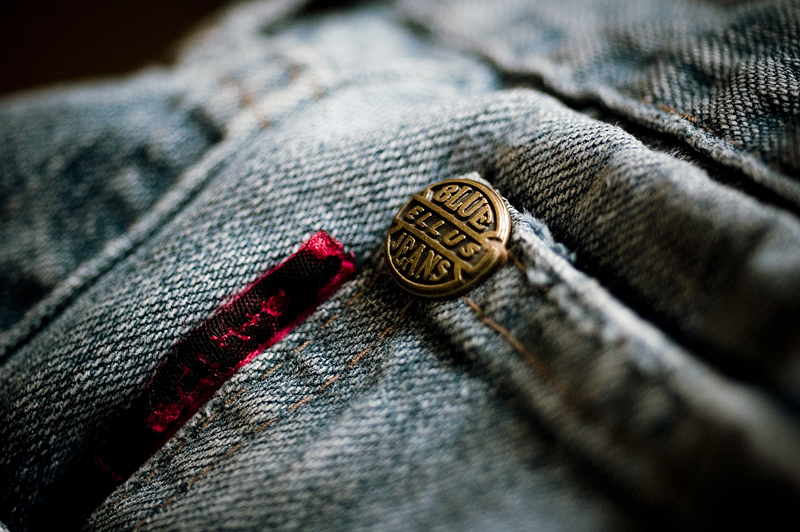
Джинси, зроблені з деніму. Мідні заклепки зміцнюють кишені.

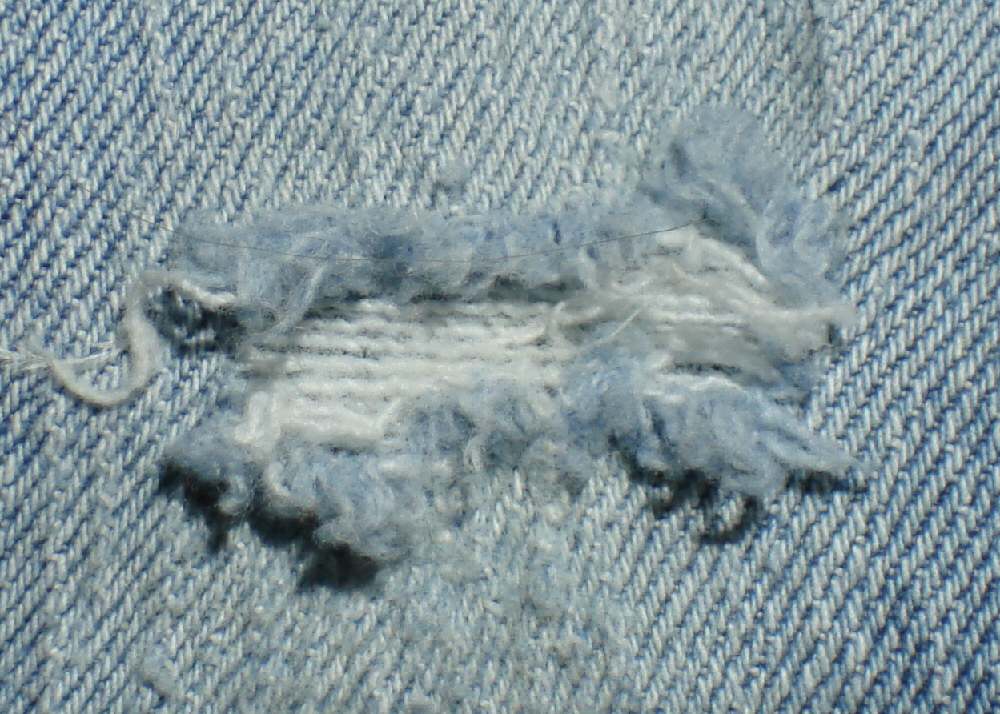
Дірка в джинсовій тканині

Дені́м (фр. denim — скорочення від serge de Nîmes) — особлива бавовняна тканина саржового переплетення. Буквально — «з Німа» (de Nîmes, «де Нім») — міста на півдні Франції. Первісно так називали французьку тканину, яку виготовляли не з бавовни, а з вовни і шовку. Слово «денім» у сучасному розумінні — це міцна тканина, яка з початку дев'ятнадцятого століття виробляється в Сполучених Штатах з бавовни (в англійській denim вживають у цьому значенні поряд з jean). Нині відоме китайське, туніське, турецьке, індійське, американське, бразильське або японське виробництво джинсових тканин. Денім, що використовується для пошиття джинсів, це бавовняна тканина, у якої поздовжні нитки (основа) — білі, а поперечні (утік) — темно-сині, забарвлені індиго.

## Історія
Ще в четвертому столітті у французькому місті Німі вперше з'явилося щільне полотно «саржа з Німа» (serge de Nîmes), з якого за кілька століть почали шити вітрила для кораблів. Зокрема, саме з французької саржі були виготовлені вітрила на кораблях експедиції Христофора Колумба, яка в 1492 році вирушила на пошуки нового шляху до Індії.